# Austrosaropogon palleucus
Austrosaropogon palleucus är en tvåvingeart som beskrevs av Daniels 1991. Austrosaropogon palleucus ingår i släktet Austrosaropogon och familjen rovflugor. Inga underarter finns listade i Catalogue of Life.